# Saccharomycetaceae
Saccharomycetaceae is een familie van de echte gisten van de orde van Saccharomycetales die zich vermenigvuldigen door knopvorming.

## Taxonomie
De taxonomische indeling van de Saccharomycetaceae is als volgt:
- Subklasse: Saccharomycetidae
  - Orde: Saccharomycetales
    - Familie: Saccharomycetaceae
      - Geslacht: Candida
      - Geslacht: Saccharomyces